# Tschechische Leichtathletik-Meisterschaften 2020
Die 28. Tschechischen Leichtathletik-Meisterschaften 2020 wurden vom 8. bis 9. August im Atletický stadion města Plzně in Pilsen ausgetragen.

## Medaillengewinner

### Männer
| Disziplin         | Gold                                                                   | Leistung        | Silber                                                                       | Leistung        | Bronze                                                             | Leistung       |
| ----------------- | ---------------------------------------------------------------------- | --------------- | ---------------------------------------------------------------------------- | --------------- | ------------------------------------------------------------------ | -------------- |
| 100 m             | Jan Veleba                                                             | 10,28 s         | Dominik Záleský                                                              | 10,35 s         | David Kolář                                                        | 10,48 s SB     |
| 200 m             | Jiří Polák                                                             | 20,63 s NL      | Jan Veleba                                                                   | 21,02 s         | Dominik Záleský                                                    | 21,08 s        |
| 400 m             | Matěj Krsek                                                            | 46,25 s NL      | Michal Desenský                                                              | 46,61 s SB      | Jakub Veselý                                                       | 46,82 s PB     |
| 800 m             | Lukáš Hodboď                                                           | 1:47,98 min SB  | Tomáš Vystrk                                                                 | 1:48,34 min SB  | Filip Šnejdr                                                       | 1:48,59 min    |
| 1500 m            | Filip Sasínek                                                          | 3:36,72 min MR  | Jan Friš                                                                     | 3:39,05 min PB  | Viktor Šinágl                                                      | 3:40,68 min PB |
| 5000 m            | Viktor Šinágl                                                          | 14:31,37 min SB | Dominik Sádlo                                                                | 14:45,47 min SB | Vladimír Marčík                                                    | 14:49,83 min   |
| 110 m Hürden      | Jan Kisiala                                                            | 14,33 s         | Jiří Sýkora                                                                  | 14,33 s         | David Ryba                                                         | 14,40 s        |
| 400 m Hürden      | Vít Müller                                                             | 49,93 s NL      | Michal Brož                                                                  | 50,69 s SB      | Martin Tuček                                                       | 51,01 s        |
| 3000 m Hindernis  | Damián Vích                                                            | 8:48,47 min NL  | David Foller                                                                 | 8:52,07 min PB  | Jáchym Kovář                                                       | 8:55,28 min    |
| 4 × 100 m Staffel | AC Slovan Liberec David Kolář Jan Král Jan Trafina Jakub Trafina       | 40,65 s         | ASK Slavia Praha Adam Grabmüller Michal Tlustý Vojtěch Svoboda Jan Valášek   | 40,82 s         | PSK Olymp Praha Jiří Pechar Štěpán Hampl Stanislav Jíra J. Kisiala | 40,90 s        |
| 4 × 400 m Staffel | VSK Univerzita Brno M. Juránek Tomáš Vystrk Tadeáš Plaček Martin Tuček | 3:12,33 min     | ASK Slavia Praha Martin Růžička Vladislav Sadirov Josef Drahota Filip Šnejdr | 3:12,95 min     | A. C. TEPO Kladno Matěj Krsek Jan Hřích Jan Ullman Daniel Lehar    | 3:13,89 min    |
| Hochsprung        | Marek Bahník                                                           | 2,14 m          | Jan Štefela                                                                  | 2,10 m          | Ondřej Vodák Matěj Klukan                                          | 2,06 m         |
| Stabhochsprung    | Jan Kudlička                                                           | 5,51 m NL       | Dan Bárta                                                                    | 5,41 m PB       | Matěj Ščerba                                                       | 5,41 m PB      |
| Weitsprung        | Radek Juška                                                            | 8,10 m MR       | Jakub Bystroň                                                                | 7,74 m PB       | Adam Pekárek                                                       | 7,55 m PB      |
| Dreisprung        | Jiří Vondráček                                                         | 16,34 m NL      | Zdeněk Kubát                                                                 | 16,24 m PB      | Ondřej Vodák                                                       | 15,93 m SB     |
| Kugelstoßen       | Martin Novák                                                           | 18,27 m         | Tomáš Vilímek                                                                | 17,47 m         | Ladislav Prášil                                                    | 17,19 m        |
| Diskuswurf        | Marek Bárta                                                            | 61,01 m         | Tomáš Voňavka                                                                | 58,30 m         | Jakub Forejt                                                       | 54,28 m        |
| Hammerwurf        | Patrik Hájek                                                           | 71,19 m         | Miroslav Pavlíček                                                            | 66,53 m         | Petr Koucký                                                        | 64,57 m        |
| Speerwurf         | Petr Frydrych                                                          | 79,38 m         | Jaroslav Jílek                                                               | 77,98 m         | Vítězslav Veselý                                                   | 76,24 m        |

### Frauen
| Disziplin         | Gold                                                                                                 | Leistung        | Silber                                                                                                | Leistung        | Bronze                                                                                     | Leistung        |
| ----------------- | --- | --------------- | --- | --------------- | ------------------------------------------------------------------------------------------ | --------------- |
| 100 m             | Marcela Pírková                                                                                      | 11,61 s SB      | Eva Kubíčková                                                                                         | 11,62 s =PB     | Jana Slaninová                                                                             | 11,72 s         |
| 200 m             | Martina Hofmanová                                                                                    | 23,43 s PB      | Nikola Bendová                                                                                        | 23,50 s SB      | Marcela Pírková                                                                            | 23,71 s         |
| 400 m             | Barbora Malíková                                                                                     | 51,65 s NU20R   | Lada Vondrová                                                                                         | 51,90 s         | Martina Hofmanová                                                                          | 53,29 s PB      |
| 800 m             | Vendula Hluchá                                                                                       | 2:09,75 min     | Diana Mezuliáníková                                                                                   | 2:10,09 min     | Adéla Sádlová                                                                              | 2:10,59 min     |
| 1500 m            | Simona Vrzalová                                                                                      | 4:17,41 min NL  | Moira Stewartová                                                                                      | 4:25,06 min SB  | Pavla Štoudková                                                                            | 4:35,82 min PB  |
| 5000 m            | Simona Vrzalová                                                                                      | 16:08,63 min NL | Moira Stewartová                                                                                      | 16:27,15 min SB | Lucie Maršánová                                                                            | 17:07,69 min SB |
| 100 m Hürden      | Kateřina Cachová                                                                                     | 13,23 s NL      | Lucie Koudelová                                                                                       | 13,32 s SB      | Markéta Štolová                                                                            | 13,52 s         |
| 400 m Hürden      | Zuzana Hejnová                                                                                       | 55,70 s NL      | Nikoleta Jíchová                                                                                      | 57,76 s         | Kristýna Korelová                                                                          | 58,72 s PB      |
| 3000 m Hindernis  | Tereza Novotná                                                                                       | 10:12,94 min NL | Tereza Hrochová                                                                                       | 10:14,09 min PB | Bára Stýblová                                                                              | 10:44,76 min SB |
| 4 × 100 m Staffel | Univerzitní sportovní klub Praha 1 Kristýna Kobiánová Marcela Pírková Martina Hofmanová Lucie Domská | 46,01 s         | Univerzitní sportovní klub Praha 2 Milena Kučerová Kateřina Dvořáková Věra Holubová Barbora Dvořáková | 46,40 s         | AK ŠKODA Plzeň K. Adlerová Linda Hettlerová Denisa Majerová Linda Suchá                    | 46,44 s         |
| 4 × 400 m Staffel | AK ŠKODA Plzeň L. Hettlerová Anna Suráková Veronika Meczlová Tereza Petržilková                      | 3:44,21 min     | ASK Slavia Praha Zuzana Cymbálová J. Matějková M. Veverková Anna Šimková                              | 3:46,58 min     | Univerzitní sportovní klub Praha Lucie Pertlíková V. Petrásková K. Chrpová Věra Holubářová | 3:48,56 min     |
| Hochsprung        | Bára Sajdoková                                                                                       | 1,90 m          | Michaela Hrubá                                                                                        | 1,86 m          | Alena Panovská                                                                             | 1,77 m          |
| Stabhochsprung    | Amálie Švábíková Romana Maláčová                                                                     | 4,46 m          | |                 | Zuzana Pražáková                                                                           | 4,06 m SB       |
| Weitsprung        | Linda Suchá                                                                                          | 6,45 m NL       | Jana Novotná                                                                                          | 6,37 m PB       | Michaela Kučerová                                                                          | 6,30 m          |
| Dreisprung        | Linda Suchá                                                                                          | 13,35 m NL      | Emma Maštalířová                                                                                      | 13,26 m PB      | Petra Harasimová                                                                           | 12,70 m         |
| Kugelstoßen       | Markéta Červenková                                                                                   | 18,08 m         | Katrin Brzyszkowská                                                                                   | 14,77 m         | Lenka Valešová                                                                             | 14,28 m         |
| Diskuswurf        | Eliška Staňková                                                                                      | 56,34 m         | Lenka Matoušková                                                                                      | 48,36 m SB      | Barbora Tichá                                                                              | 48,31 m         |
| Hammerwurf        | Lenka Valešová                                                                                       | 65,50 m NL      | Tereza Králová                                                                                        | 62,91 m SB      | Adéla Korečková                                                                            | 61,70 m SB      |
| Speerwurf         | Nikola Ogrodníková                                                                                   | 61,41 m         | Barbora Špotáková                                                                                     | 59,94 m         | Martina Píšová                                                                             | 56,96 m PB      |